# Lothar Pickenhain
Lothar Pickenhain (* 29. Dezember 1920 in Leipzig; † 2007 oder 2008) war ein deutscher Neurowissenschaftler.

## Leben
An der Friedrich-Schiller-Universität Jena wurde 1946 Pickenhains Doktorarbeit (Titel: Der Begriff des Charakters und seine Anwendung in der Psychiatrie) angenommen. Er war als Wissenschaftler in Jena, Berlin, Magdeburg und Leipzig tätig. 1960 war Pickenhain Mitgründer der Internationalen Organisation für Hirnforschung, IBRO. 1962 wurde unter Pickenhains Leitung an der Universitätsnervenklinik Leipzig eine Abteilung für Klinische Neurophysiologie eingerichtet. Er übersetzte die Werke des russischen Mediziners Iwan Petrowitsch Pawlow, befasste sich mit dem Bereich der höheren Nerventätigkeit, das Thema seiner 1966 in Leipzig fertiggestellten Habilitation lautete Komplexe elektrophysiologische und Verhaltensuntersuchungen während der Ausarbeitung bedingter Reflexe bei der Ratte. Er behandelte ebenfalls sportwissenschaftlich-medizinische Fragestellungen die körperliche Leistungsfähigkeit, Bewegungsphysiologie sowie die Belastungsverträglichkeit betreffend.
1969 war Pickenhain Mitgründer des Forschungsinstituts für Körperkultur und Sport (FKS), das in der DDR der Geheimhaltung unterlag. Pickenhain musste per Entpflichtung aus dem Dienst scheiden, da er laut der Zeitschrift Der Spiegel als „politisch unzuverlässig galt“. Pickenhains Sohn hatte versucht, aus der DDR zu fliehen und war festgenommen worden.
Im Februar 1990 machte Pickenhain öffentlich, dass in einem endokrinologischen Labor am FKS Dopingforschung betrieben wurde, die Entwicklung derartiger Mittel aber nicht die Hauptaufgabe des Labors gewesen sei, sondern es sich dabei um Nebenerkenntnisse der wissenschaftlichen Arbeit gehandelt habe. Er sagte laut Der Spiegel, am FKS sei mit „verbrecherischen Methoden“ (…) „an der Manipulation von Menschen“ gearbeitet worden. Gegenüber der vom Bundestag eingesetzten Enquetekommission „zur Aufarbeitung von Geschichte und Folgen der SED-Diktatur in Deutschland“ berichtete Pickenhain von der Vernichtung von Doping-Unterlagen. Diese Vorgänge fielen laut Pickenhain in den Verantwortungsbereich von ehemaligen Parteifunktionären und Professoren.